# Сан-Фернандо (Кадіс)
Сан-Фернандо (ісп. San Fernando) — муніципалітет в Іспанії, у складі автономної спільноти Андалусія, у провінції Кадіс. Населення — 96 689 осіб (2010).
Муніципалітет розташований на відстані близько 490 км на південний захід від Мадрида, 11 км на південний схід від Кадіса.
На території муніципалітету розташовані такі населені пункти: (дані про населення за 2010 рік)
- Арсеналь-де-ла-Каррака: 7 осіб
- Сан-Фернандо: 96682 особи

## Демографія
Динаміка населення (INE ):

## Уродженці
- Давід Барраль (*1983) — іспанський футболіст, нападник.
- Авраам Матео (* 1998) — іспанський співак, актор.

## Галерея зображень

Розташування муніципалітету у провінції Кадіс
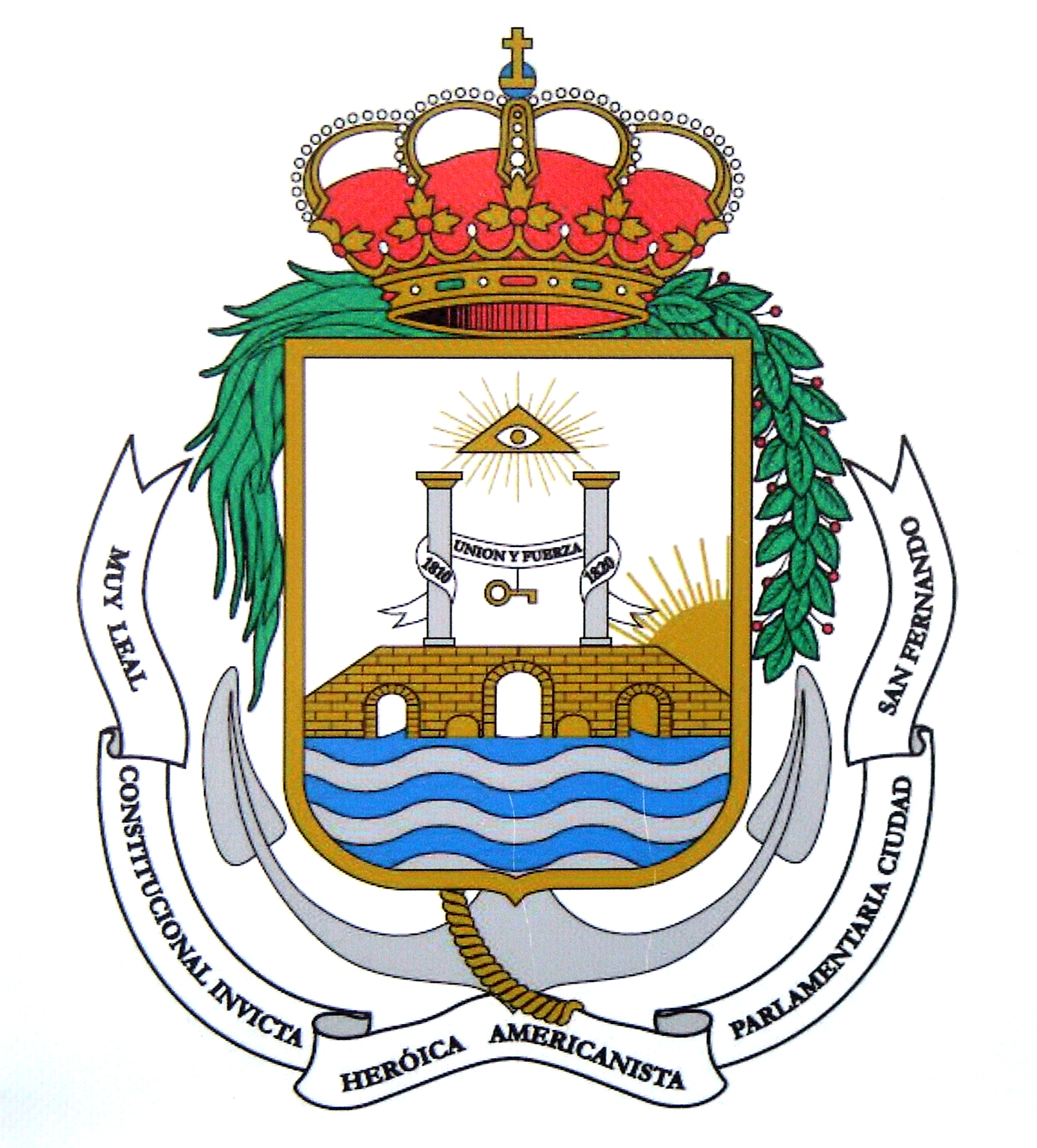
Герб муніципалітету Сан-Фернандо
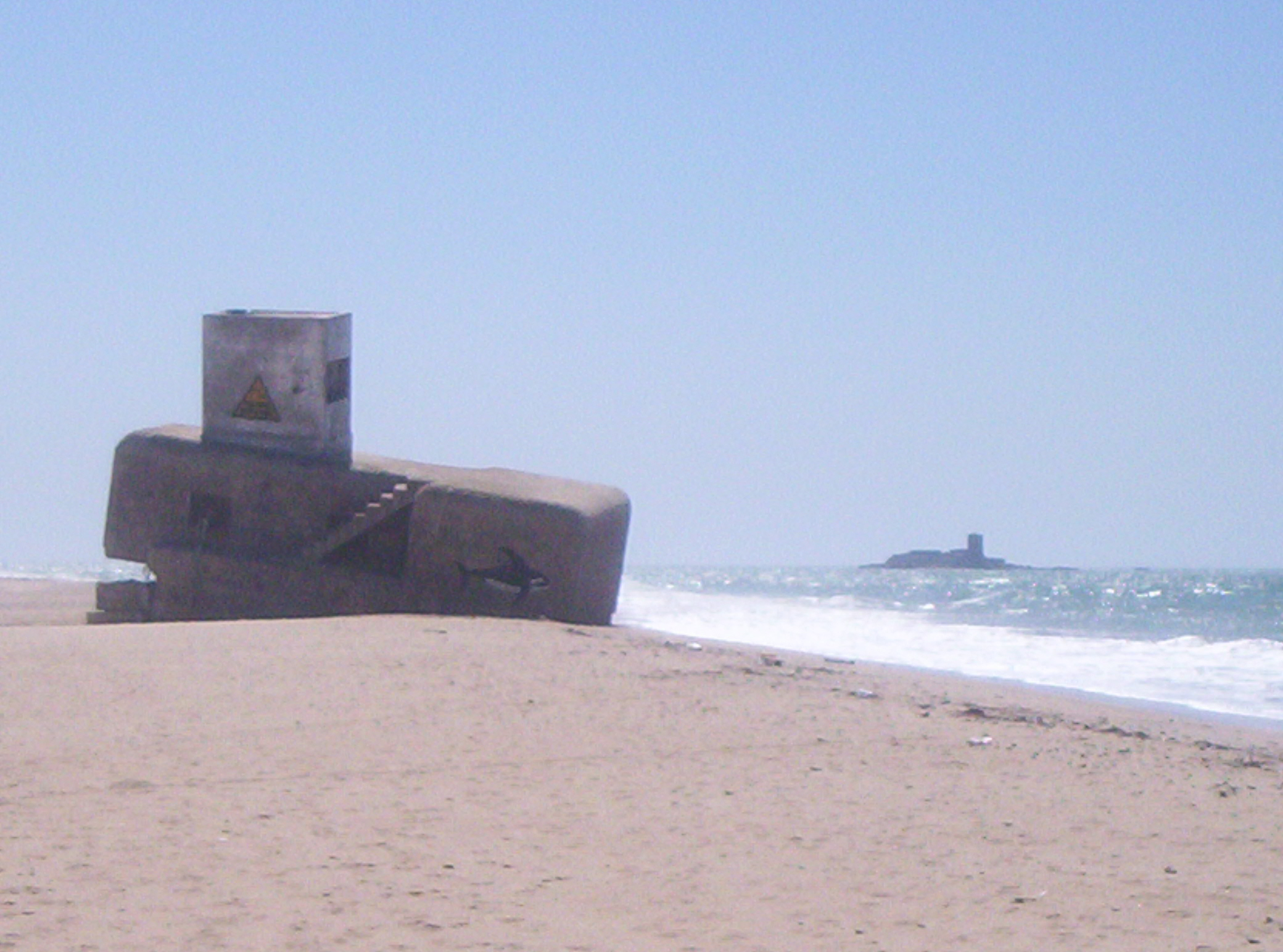
Пляж Кампосото, на задньому плані - замок Санкті-Петрі
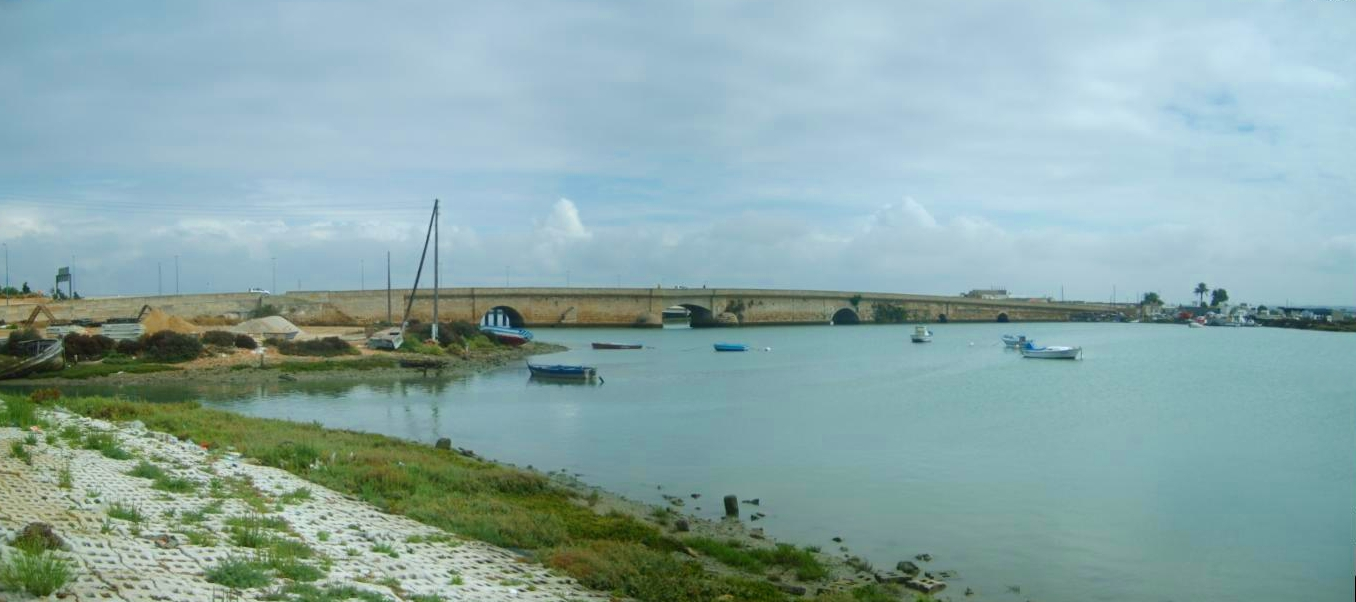
Міст Суасо
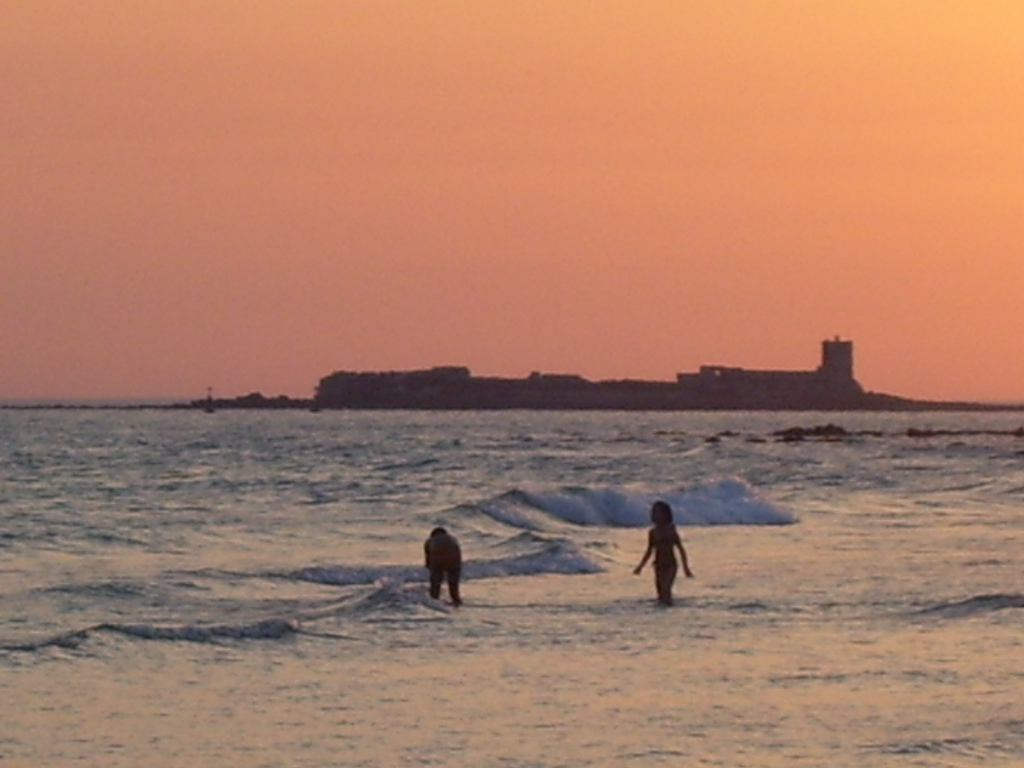
Замок Санкті-Петрі
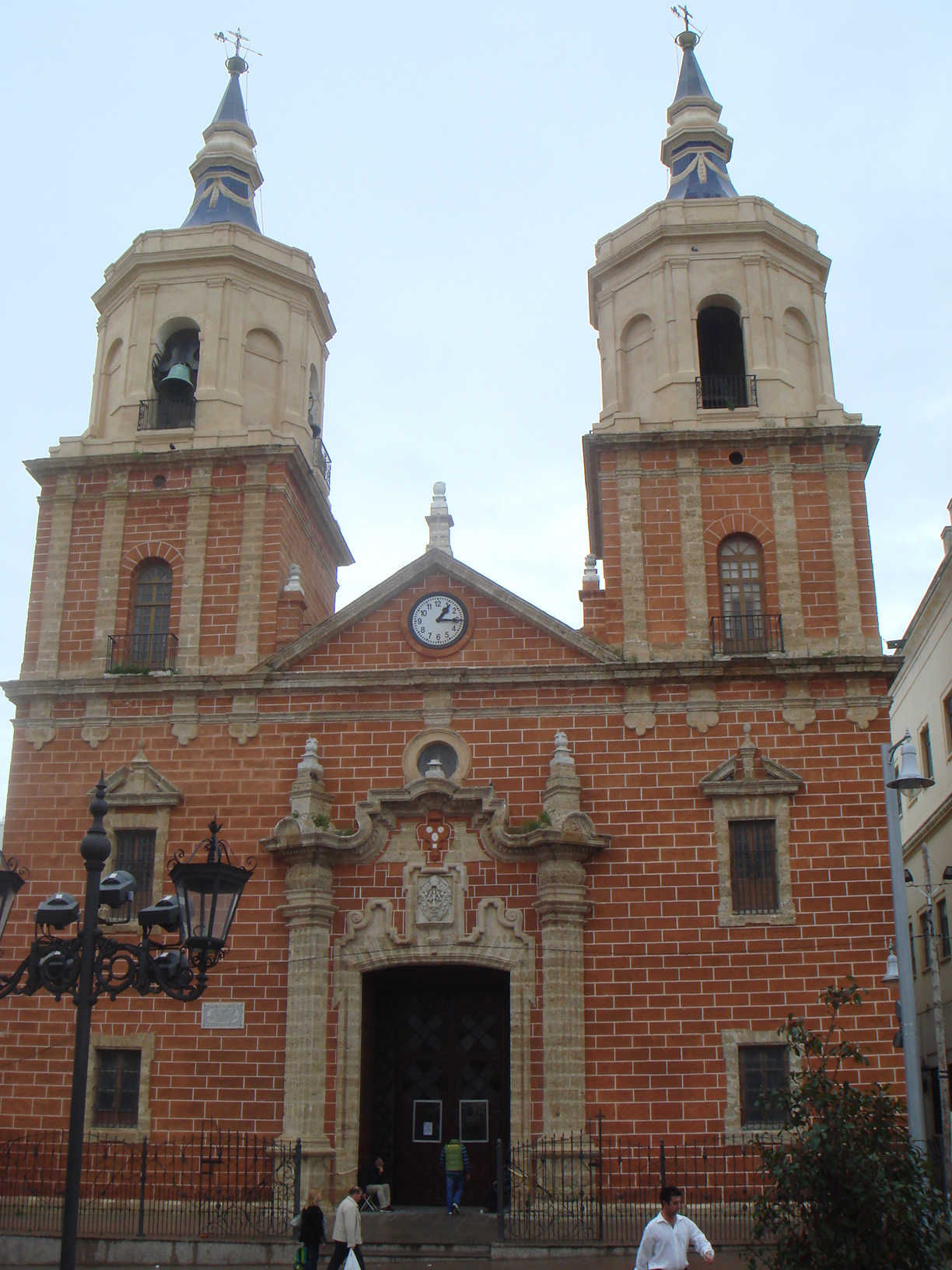
Парафіяльна церква Сан-Педро-і-Сан-Пабло